# Anton Hlaváč
Anton Hlaváč (* 15. května 1928) byl slovenský a československý politik Komunistické strany Slovenska, poslanec Sněmovny národů Federálního shromáždění za normalizace.

## Biografie
V roce 1978 se zmiňuje coby účastník zasedání Ústředního výboru Komunistické strany Slovenska.
K roku 1986 se profesně uvádí jako vedoucí tajemník Okresního výboru KSS Komárno. Na stejném postu je uváděn i k roku 1988. Nepocházel z jižního Slovenska, ale do Komárna se přiženil. Naučil se maďarsky, ovšem při oficiálních akcích používal jen slovenštinu.
Ve volbách roku 1986 zasedl za KSS do slovenské části Sněmovny národů (volební obvod č. 89 – Komárno, Západoslovenský kraj). Ve Federálním shromáždění setrval do ledna 1990, kdy rezignoval v rámci procesu kooptací do Federálního shromáždění po sametové revoluci.